# Vyacheslav Ponomarev (football)
Pour les articles homonymes, voir Vyacheslav Ponomarev (homonymie).
Vyacheslav Ponomarev est né le 2 janvier 1978 à Namangan en République socialiste soviétique d'Ouzbékistan. Il est un footballeur professionnel ouzbek jouant en milieu de terrain. Il joue actuellement pour Neftchi Ferghana dans le Championnat d'Ouzbékistan.

## Carrière internationale
Ponomarev a fait une apparition pour la sélection nationale de football d'Ouzbékistan dans un match amical contre la Mongolie le 29 février 2000. 
Il a été rappelé pour les éliminatoires de la Coupe du monde de la FIFA 2010 contre le Liban, mais n'est pas entré en jeu.  